# Parabaryconus artus
Parabaryconus artus är en stekelart som beskrevs av Mikhail Vasilievich Kozlov och Kononova 2000. Parabaryconus artus ingår i släktet Parabaryconus och familjen Scelionidae. Inga underarter finns listade i Catalogue of Life.